# Kathy Troutt
Kathy Troutt (Bath, 14 september 1947) is een Britse actrice, model, bodydouble, dolfijnentrainster, diepzeeduikster en marienebioloog die in 1948 verhuisd is naar Australië.

## Duikcarrière
Op zestienjarige leeftijd begon Troutt met diepzeeduiken. Dit kwam mede door haar grote interesse in mariene biologie. Datzelfde jaar kwam Troutt in The Guinness Book of World Records voor de langste vrouwelijke diepzeeduik, door enkel gewone lucht in te ademen. Ze dook 320 voet, wat bijna 100 meter is, in de haven van Sydney, samen met voormalig Royal Australian Navy duiker Wally Reynolds. Daarnaast dook Troutt ook regelmatig naar oude scheepswrakken. Zo heeft ze onder andere geholpen bij de berging van het Engelse migrantenschip Dunbar in 1967.

### Standbeeld
In Londen, in de buurt van de Tower Bridge, is er een standbeeld genaamd A girl with a Dolphin. De girl is Troutt.

## Modellenwerk en acteurscarrière
Ze verscheen voornamelijk in reclame voor sportkledij en als glamour-model in de jaren zestig. De meest bekende rollen die ze speelde als actrice waren in Skippy the Bush Kangaroo en in de documentaire Mermaids in Paradise.

## Dolfijnentraining

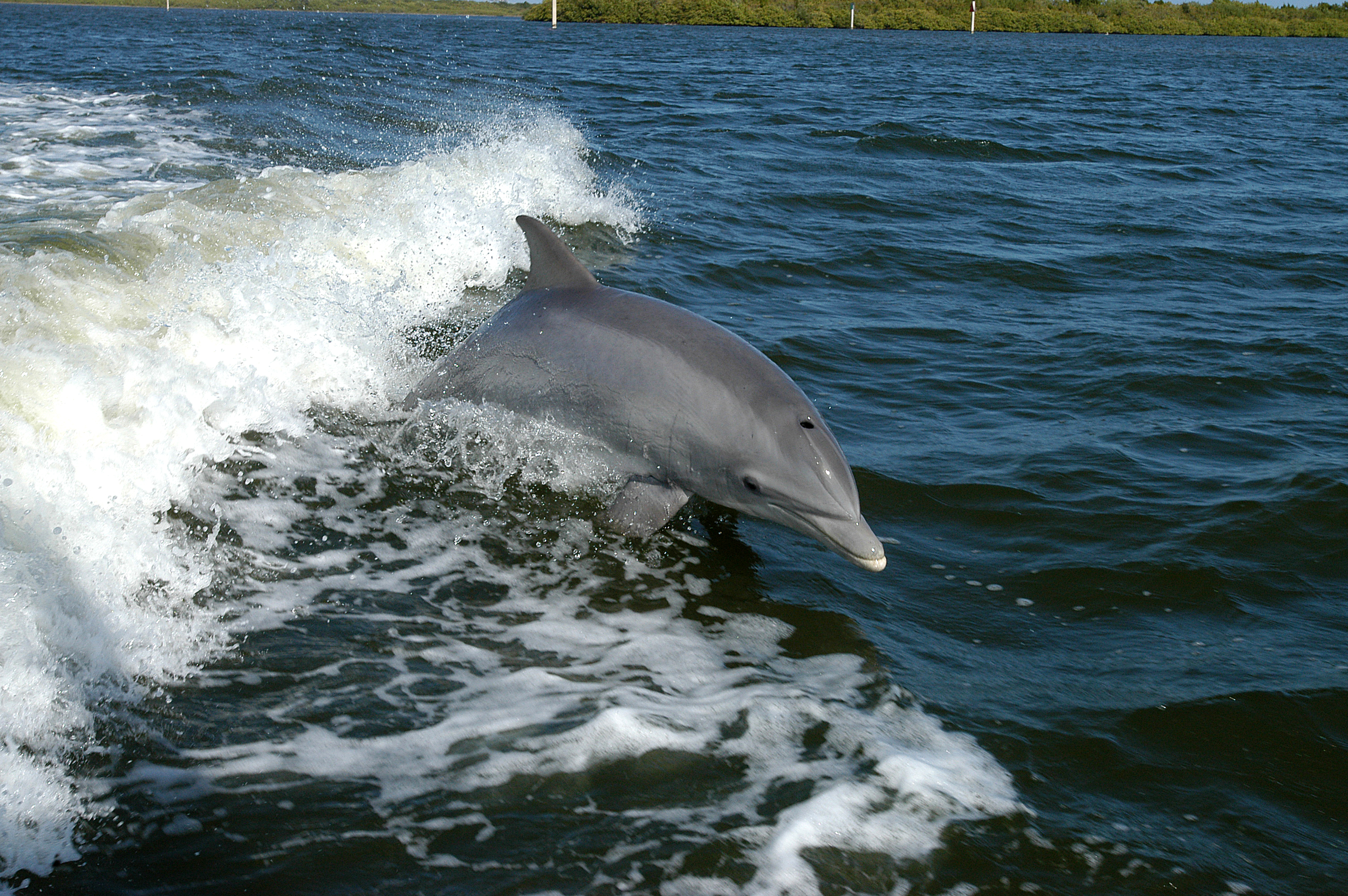
Een dolfijn van de soort waarmee Troutt trainde.

Troutt werkte in Pantomime Londen, waar ze dolfijnen trainde voor films. Ze werd opgemerkt door een vertegenwoordiger van de regisseur Mike Nichols. Ze mocht voor hem een dolfijn trainen voor de film The Day of the Dolphin. Troutt werd later aangenomen voor gelijkaardig werk voor de film The Blue Lagoon, waarin ze ook de bodydouble van Brooke Shields was. In de vervolgfilm Return to the Blue Lagoon werd ze opnieuw een medewerker. Dit soort job voerde ze later ook uit voor minder bekende films uit Australië en Azië.